# Айзтулф
Айзтулф (на латински: Aistulfus; на лaнгобардски: Aistulf; на италиански: Astolfo) е предпоследният крал на лангобардите и крал на Италия от 3/4 юли 749 г. до декември 756 г.

## Произход
Семейството му е от Белуно. Той е най-малкият син на Пемо (* VII век, † VIII век), херцог на Фриули, и на съпругата му Ратперга. Има един брат и една сестра: 
- Ратчис († сл. 757), херцог на Фриули и крал на лангобардите през 744 – 749 и 756 – 757 г., съпруг на Тасия
- Ратхаит.

## Херцог на Фриули
Айзтулф става херцог на Фриули през 744 г., когато брат му Ратчис става крал на лангобардите. Айзтулф заема длъжността до 749 г., когато отново е призован да замени брат си, този път на трона в Павия. По-харизматична фигура от тази на Ратчис, той променя политиката на брат си, който прави всичко възможно да благоприятства романския елемент, за да гарантира чрез по-голямата сплотеност по-голямата стабилност на кралството. Подобно проримско отношение предизвиква реакцията на лангобардските традиционалисти, които се обръщат към Айзтулф. След като става крал, той дава предимство на лангобардския елемент: от първата си година на управление Айзтулф отново се определя като rex gentis Langobardorum („крал на лангобардите“) и създава своя експанзионистична програма, уточнявайки в пролога към издадените от него закони: „Римският народ ни е присъден от Бога“.
В началото на 50-те години на VIII век той достига властова позиция в Италия равна, ако не и по-висока от тази на неговите велики предшественици Гримоалд I и Лиутпранд, и почти постига пълното обединение на Италианския полуостров под скиптъра си. Намесата на франките на Пипин Къси, призовани от папите, бързо намалява силата на неговото кралство, връщайки го обратно в ролята на регионална сила.

### Фриулско херцогство
Още когато баща му е свален от власт през 737 г., Айзтулф се показва като по-решителен и импулсивен от брат си Ратчис, междувременно възкачил се на херцогския трон. Когато Лиутпранд, съдейки в Павия, заповядва да бъдат арестувани всички поддръжници на Пемо (с изключение на сваления херцог и синовете му, които са получили имунитет), Айзтулф се заканва да извади меча си и да убие краля начаса. Ратчис му попречва. По-късно Айзтулф се помирява с краля. Той участва в кампанията срещу византийците, водена от Лиутпранд през 742 г. , отличавайки се заедно с брат си в сблъсъка между Фано и Фосомброне.
През 744 г., когато Ратчис е избран за нов крал на лангобардите на мястото на сваления Хилдепранд, Айзтулф става херцог на Фриули. Има малко сведения за неговото управление като херцог.

### Кралство

#### Реорганизация на армията
След като става крал, за да може да постави цяла Италия под свой контрол, Айзтулф от самото начало се посвещава на реорганизацията и укрепването на армията. Дисциплинира военната служба, като задълженията стават зависими от икономическите възможности на мъжете, подлежащи на военна служба. От богатите земевладелци и търговци се изисква да служат в доспехи и на кон; средните собственици и търговци трябва да се представят с кон, щит и копие. Най-бедните трябва да бъдат снабдени с щитове, лъкове и стрели.
Всички свободни мъже в кралството подлежат на военна служба. От правилата става ясно, че в средата на VIII век икономическите различия между свободните мъже се задълбочават и нараства значимостта на търговската класа. Aйзтулф издава и закони, свързани с дисциплината на командирите, особено срещу тези от тях, които освобождават богаташите от военна служба.
Опасявайки се от чуждестранни нападения, особено от тези на франките, той възстановява и укрепва защитата на Алпите и строго регулира потока на стоки и хора. Търговията с чужди държави става възможна само с предварително разрешение.

#### Завоевания
След като реорганизира и укрепва армията, Айзтулф веднага преминава в офанзива срещу онези италиански територии, които все още са подчинени (макар и повечето само фиктивно) на Византийската империя. През 750 г. нахлува в Равенския екзархат (византийска провинция) от север, окупирайки Комакио и Ферара. През лятото на 751 г. завладява Истрия, а след това и самата Равена – столицата и символът на византийската мощ в Италия. Айзтулф се настанява в двореца на екзарха, който е приравнен на кралския дворец в Павия като център на Лангобардското кралство. Равенският екзархат от своя страна не е приравнен на другите лангобардски владения в Италия (т.е. не е издигнат в ранг на херцогство), но запазва спецификата си като sedes imperii (имперско седалище). По този начин Айзтулф се провъзгласява за пряк наследник, в очите на италианските римляни, на Византийския император и на неговия представител екзарха. Той цели да повиши престижа си и чрез видими знаци, като сече монети с образа си, стилизирани според византийския обичай. 
През 752 г. Айзтулф, следвайки концепцията за собствената си роля, отправя ултиматум към новия папа Стефан II. Той иска от него да плати по един златен дукат данък за всеки жител на Римското херцогство и да признае неговия суверенитет върху цялата територия. Папата отказва и ултиматумът се повтаря в дълги преговори. За да потвърди своето военно превъзходство, Айзтулф прави многобройни набези в Римското херцогство, окупирайки и крепостта на Чекано (753 г.). Все пак той разбира, подобно на своите предшественици, важността на това да бъде католически крал и се поколебава да атакува директно Рим.
Заплахата на Айзтулф над Римското херцогство е засилена от контрола, който той вече е придобил над херцогствата в Централна и Южна Италия: Херцогство Сполето и Херцогство Беневенто. През 751 г. в Сполето той отстранява херцог Луп, лоялен на сваления Ратчис, и поема директно контрола над херцогството, което управлява до 756 г. В Беневенто осигурява лоялността на херцогиня Скауниперга – регентка от смъртта на съпруга ѝ Гизулф II в средата на 751 г. на техния непълнолетен син Лиутпранд.
Притеснените папи, които всъщност са подчинени на Византия, но не могат да очакват помощ от там заради спора за иконите, се обръщат към каролингските владетели на Франкското кралство. Още през 751 г. папа Григорий III моли Карл Мартел да нападне, но той не реагира.

#### Война с франките

##### Първа фаза: 753 – 755 г.
Притиснат отвсякъде, папа Стефан II моли за намеса Пипин III Къси – крал на франките, който вече е притеснен от възхода на лангобардската власт. Син на Карл Мартел, той се издига като крал през 751 г. със съгласието на папа Захарий, като премахва безсилния крал на Меровингите. Благодарение на това между него и Папството се изгражда съюз, който действа против Айзтулф. Освен това Пипин III иска да попречи на най-висшата католическа религиозна власт, имаща влияние и в неговото кралство, да стане васална на лангобардите.
Противоречието между Айзтулф и папа Стефан II се проточва в дълги дипломатически преговори, в които участват пратениците на Пипин III, епископът на Мец и имперските пратеници. През октомври 753 г. самият папа, който не вижда подкрепата на византийците, отива от Рим в Павия, за да преговаря директно с Айзтулф, но лангобардският крал не отстъпва. След едномесечни преговори Стефан II потегля към Франското кралство. На 6 януари 754 г. той се среща с Пипин III, който му обещава да се намеси в Италия. На 14 април Пипин III успява да убеди франкските благородници да подкрепят войната срещу лангобардите. В случай на победа целият полуостров би бил окупиран. Пипин би запазил Северна Италия за себе си. Териториите, разположени на юг от новата демаркационна линия Луни – Монселиче, биха станали папски владения, т. е. бившият Равенски екзархат, Византийският Пентаполис и херцогствата Сполето и Беневенто.
За да осуети заплахата, Айзтулф сключва споразумение с брата на Пипин III – Карлман, оттеглил се през 747 г. в Монтекасино. Карлман се завръща във Франция, където застава начело на опозицията срещу краля. През 753 г. обаче е затворен в манастир във Виен, където умира на следващата година.
През пролетта на 755 г. Пипин III пресича Алпите. Той се изправя срещу Айзтулф в битка при Ле Киузе (граничните укрепления) на Вал ди Суза и му нанася тежко поражение. Лангобардският крал бяга в Павия, обсаден от франкския крал. Въпреки това Айзтулф успява да получи подкрепата на франкските благородници, които се противопоставят на Пипин, и това води до по-леки условия на мирния договор. В договора, сключен между лангобардите, франките и римляните (Първи мирен договор от Павия) през юни 755 г., Айзтулф признава франкския суверенитет над Лангобардското кралство, предава някои заложници и обещава да върне на Византия отнетите ѝ територии. Той обаче запазва част от Равенския екзархат и не извършва дължимите реституции.

##### Втора фаза: 756 г. и смърт
Малко след отстъплението на франкската армия Айзтулф се връща в настъпление, обсаждайки отново Рим през 756 г. Обсадата продължава от януари до март. В началото на април той вдига обсадата и се връща в Павия. През април алпийските проходи отново стават проходими, поради което Пипин III нахлува в Италия с армията си, побеждава Айзтулф при валсузинските Куизе и го обсажда при Павия. Айзтулф капитулира и трябва да претърпи още по-сурови мирни условия (Втори мир от Павия, юни 756 г.): предаването на 1/3 от съкровищата на лангобардската корона, плащането на годишен данък на Пипин III и преотстъпването на град Равена и на останалите завладени по-рано градове, сред които и Комакио, който не е част от Равенския екзархат. Византийският император Константин Копроним иска Пипин III да му върне Равенския екзархат, твърдейки, че той му се полага по право и му е бил отнет от Айзтулф. Пипин обаче твърди, че той се полага на победителя по право и го предоставя на Рим. Така бившият Равенски екзархат заедно с Византийския Пентаполис официално стават част от Папската държава.
Очевидната военна победа не позволява на Пипин III да изпълни изцяло първоначалния си проект, предвиждащ завземане на цяла Северна Италия на север от линията Луни – Монселиче. Въпреки че Лангобардското кралство губи част от автономията си и завладените територии, то все пак запазва независимостта си.
Айзтулф умира малко след това, през 756 г., след падане от кон по време на ловна разходка и е погребан в църквата „Сан Марино“ в Павия. На трона се качва отново брат му Ратчис, който става крал за втори път.

## Брак и потомство
∞ за Гизелтруда, сестра на Анселм от Фриули, игумен и създател на Абатството на Нонантола, от която няма деца.